# US Clay Court Championships 1974
Lo US Clay Court Championships 1974 è stato un torneo di tennis giocato sulla terra verde. È stata la 22ª edizione del torneo, che fa parte del Women's International Grand Prix 1974. Si è giocato ad Indianapolis negli USA dal 5 al 12 agosto 1974.

## Campionesse

### Singolare
Chris Evert ha battuto in finale  Gail Sherriff-Chanfreau con il punteggio di 6–0, 6–0

### Doppio
Gail Sherriff-Chanfreau /  Julie Heldman hanno battuto in finale  Chris Evert /  Jeanne Evert con il punteggio di 6–3, 6–1